# أناستازيا بيتروفا
أناستازيا بيتروفا هي رباعة روسية، ولدت في 3 مايو 1997.